# Sieć asocjacyjna

Sieć Hopfielda z czterema węzłami

Sieci asocjacyjne – zwane sieciami Hopfielda, wymyślone przez amerykańskiego fizyka Johna Hopfielda w 1982 roku (za którą dostał 2024 roku nobla z fizyki), klasa rekurencyjnych sieci neuronowych, które dają możliwość rekonstrukcji i rozpoznawania wcześniej zapamiętanych wzorców na podstawie skojarzeń, bazując na dostępnym fragmencie wzorca lub wzorca podobnego do niego.

## Zastosowanie
Są wykorzystywane do modelowania pamięci skojarzeniowej. W tych sieciach nie ma wyszczególnionych warstw, każda jednostka przetwarzająca jest złączona ze wszystkimi innymi jednostkami z wyjątkiem samej siebie. Połączenie pomiędzy dwiema jednostkami jest symetryczne, co oznacza, że ma taką samą siłę w obie strony.
Procesy obliczeniowe polegają na nauczeniu sieci wzorcowych danych, a w dalszej kolejności na prezentacji dowolnych danych na wejściu. Sygnał rozprzestrzenia się po sieci aż do momentu samoczynnego uzyskania stanu stabilnego, kiedy już nie zachodzą zmiany aktywacji żadnych jednostek. Stan aktywacji opisany na zbiorze jednostek przetwarzających jest przesyłany na wyjście systemu i jest wzorcem najbardziej zbliżonym do danych wejściowych.